# Iglansoni
Iglansoni ist ein Verwaltungsbezirk (englisch Ward) des Distrikts Ikungi in der tansanischen Region Singida.

## Geografie
Iglansoni ist ein Bezirk im nördlichen Zentralteil von Tansania etwa 70 Kilometer Luftlinie südwestlich der Regionshauptstadt Singida. Bei der Volkszählung 2022 lebten 24.556 Menschen in 3290 Haushalten auf einer Fläche von 853 Quadratkilometern.
Der Bezirk grenzt im Westen an den Distrikt Uyui, im Südwesten und im Süden an den Distrikt Itigi und sonst an Bezirke des Distrikts Ikungi:
| Iyumbu   | Makilawa Muhintiri                          | Ikungi |
| Tura     | Kompassrose, die auf Nachbargemeinden zeigt | Issuna |
| Kitaraka | Sanjaranda                                  | Mkiwa  |

## Gliederung
Der Bezirk besteht aus zwei Gemeinden (swahili Mtaa) mit 13 Orten (Kitongoji):
| Iglansoni - Iglansoni - Majengo - Ikomba A - Ikomba B - Ishingisha - Iseseko - Kizugu - Ilolo A | Mnyange - Mnyange - Mkwiri - Nkurusi - Ilolo A - Ilolo B |

## Wirtschaft und Infrastruktur
- Landwirtschaft: Im Bezirk werden 41.000 Rinder, 16.000 Ziegen und 15.000 Schafe gehalten (Stand 2016).[8]
- Bildung: Die Iglansoni Secondary School ist eine staatliche weiterführende Tagesschule mit einer Ausbildung bis zur 4. Stufe.[9]
- Gesundheit: Für die medizinische Versorgung der Bevölkerung gibt es ein staatliches Gesundheitszentrum.[10]